# كلوريد الغوانيدينيوم
كلوريد الغوانيدينيوم أو هيدروكلوريد الغوانيدين (بالإنجليزية: Guanidinium chloride)‏ ويُختصر GuHCl هو ملح الهيدروكلوريد الخاص بالغوانيدين.

## الحموضة
كلوريد الغوانيدينيوم حمض ضعيف ثابت تفككه pKa =13.6، السبب الذي يجعله حمضا ضعيفا هو تغير مركز للشحنة الموجبة الكامل عبر ثلاث ذرات نيتروجين (بالإضافة إلى شحنة موجبة صغير على الكربون). مع ذلك يمكن لبعض القواعد القوية أن تنزع بروتونا منه مثل هيدروكسيد الصوديوم:
{\displaystyle {\ce {C(NH2)3+ + OH- <=>> HNC(NH2)2 + H2O}}}
التوازن الكيميائي ليس تاما لأن حموضة الغوانيدينيوم والماء ليست كبيرة (الـpKa التقريبي: 13.6 مقابل 15.7)
نزع البروتون التام يجب أن يتم بواسطة قواعد قوية جدا مثل: ثنائي إيزوبروبيل أميد الليثيوم
{\displaystyle {\ce {C(NH2)3+Cl- + Li+N(C3H7)2- -> HNC(NH2)2 + HN(C3H7)2 + LiCl}}}

## الاستخدام في تمسيخ البروتين
كلوريد الغوانيدينيوم عامل محلل للبروتين (en) قوي وأحد المُمسِخات المستخدمة في الدراسات الكيميائية الفيزيولوجية لتطوي البروتين. لدى كلوريد الغوانيدينيوم كذلك القدرة على تخفيض النشاط الإنزيمي وزيادة ذوبانية الجزيئات الكارهة للماء. في تراكيز عالية من كلوريد الغوانيدينيوم (6 م) تفقد البروتينات بنيتها المنتظمة، وتميل إلى أن تصبح ملتفة عشوائيا [الإنجليزية] ولا تملك أي بنية ذات وحدات منتظمة. لكن عند تراكيز في مجال ميلي مول حيويا، تبين أن كلوريد الغوانيدينيوم «يعالج» الخلايا موجبة البريون في الخميرة (مثال: الخلايا التي تبدي نمطا ظاهريا بريونيا موجبا ترجع إلى نمط ظاهري بريوني سالب). وهذا يكون نتيجة تثبيط البروتين الشابرون Hsp104 المعروف بأنه يلعب دورا مهما في تجزئة ونشر ألياف البريون.